# Startup
A startup [angol] (vagy "launch", "incorporation", vagy "existence") kifejezés egy vállalkozás első életszakaszát jelöli, ez után következik a növekedési életszakasz, a bővülés, majd az érettség és a hanyatlás (és esetleg visszafordulás). Több megközelítés létezik az életszakaszok számát nézve, 4-5-6-7 felbontással is lehet találkozni. Egyes modellekben a startup szakasz előtt található a "kigondolás/ötlet", mint külön életszakasz, de jellemzően a startup az első aktív része a vállalkozás életének.
Az alapvető és legtágabb értelemben nézve startup-nak (angol, jelentése: elindulni) tekinthető minden induló vállalkozás, amiben a kezdeti kiadásokat jellemzően a tulajdonos saját befektetett, vagy kapott tőkéből fedezi és az első bevételei előtt van még, bejáratott eljárások, ügyfelek és szállítók nélkül. Ennek megfelelően az angol gyakorlatban az üzleti tervben szerepel a "start-up costs" sor. Itt megjelenhetnek gépek, helyszínnel kapcsolatos-, jogi-, személyi- és egyéb költségek. Ezt másképpen I0 (i-null = "initial investment") rövidítéssel is jelölik. Az életszakasz végét az jelenti, amikor a bevételekből üzemel a cég és nem a befektetett javakból, emiatt egy kutatást végző cég sokkal tovább van startup fázisban, mint egy termelő cég, aminek akár rögtön tudnak bevételei lenni.
A startup időszak magas rizikóval jár piacfajtától függetlenül és a vállalkozások magas százalékú sikertelenségét eredményezi. Ezt a rizikót csökkenti a megfelelő feltőkésítettség (van pénz a bankban, ha kell), alacsonyabb fix költségek, megfelelő szakértelem az alapítók vagy kezdeti munkvállalók oldalán (korábbi munkák) vagy a megvásárolt know-how, mint egy franchise üzleti modell alkalmazása. A vállalkozó elsődleges célja mindig ennek a rizikónak a csökkentése, a vállalkozás életben tartása, és az üzleti célok megvalósítása. Ennek a bizonytalansági helyzetnek a kezelését szolgálja például a Lean startup módszertan, aminek a célja a gyors és kis lépésekben történő termékfejlesztés és piaci validálás a fogyasztók aktív visszajelzése alapján.
Másodlagos értelmében a startup megkülönböztető jelző is lehet, és a vállalkozást az elsődleges, alapításkori célja szerint az alábbi csoportokba osztja:
1. egyéni vállalkozás - egy embert eltartó cég (pl.: cipész)
2. vállalkozás - néhány alkalmazottat foglalkoztató cég (pl.: pék)
3. startup - induló szervezet, ami növekedési céllal jön létre
4. kisvállalkozás - akár több alkalmazottat foglalkoztat, nem célja rögtön a növekedés, de képes lehet rá (pl.: pék >> franchise)

Ez az értelmezés leginkább egy nyelvtani rövidítés eredménye, a következő ismérvei vannak: a startupban az alapító keres, fejleszt, validál egy terméket vagy szolgáltatást és egy növelhető üzleti modellt a (nemzetközi) piaci terjeszkedés céljával. Ezek a cégek sok esetben innovatív megoldásokat keresnek és tesztelnek a piacon, de rengeteg esetben egy meglévő, más országban működő piaci modellt másolnak és adaptálnak saját környezetükre. Az innováció és a növekedési lehetőség jellemzően kedvező befektetési lehetőséget is jelent (magas kockázat mellett), és keresett célpontja lett a kockázati tőke befektető társaságok számára. A hosszú definíció helyett az üzleti és befektetői zsargonban a 2010-es évek körültől ezt a típusú céget befektetési szövegkörnyezetben röviden startup-nak hívják.
Harmadlagos értelmében, a cégek innovatív képességét és rugalmasságát is jelezheti a startup kifejezés. A nagyvállalatok rájöttek a 2000-es évek elejére, hogy az új termékek innovációját a szervezeti kultúra gátolhatja. Ezért elterjedt a spin-off módszertana, amiben egy nagy cég a megfelelő tőke- és szakmai hátteret biztosítja egy új ötletnek, azt kiszervezi egy irányított, de önálló költségvetéssel és döntési jogkörrel rendelkező cégbe ("spin-off" = kiszervezett). Egy induló cég az életbenmaradásért küzd (innen a startup életszakasz egyik elnevezése: "existence" = létezés), ezért rendkívül rugalmas szerkezete és döntési mechanizmusai vannak. Ez a standardizált tevékenységek helyett innovatív megoldásokhoz vezet. Az innováció értéket teremt, ami egy KKV-ben, ahol az üzleti folyamatok tökéletesítése a jellemző (t.i. már ki van találva, hogy mi a tevékenység), teljesen le tud lassulni és a kutatás-fejlesztés módszertana és szükséges költségvetése is változik. A változásokra legjobban reagálni tudó cég lesz a leginkább sikeres, és ennek szükséges feltétele az innovációs képesség. Mivel ez a képesség a startup életszakaszra jellemző, sikeres vállalatok ezt a mentalitást, módszertant és vállalati kultúrát próbálják meg későbbi életszakaszaikban is alkalmazni és életben tartani. Ezekre a vállalatokra szokták - nem tudományos környezetben, hanem médiában és PR-ban - használni a startup jelzőt. Ettől még maga a vállalat lehet akár egy nemzetközi piacokkal bíró KKV, vagy egy kutatás-fejlesztési szakaszban lévő több éves vállalat. Ez nem jelenti azt, hogy a vállalat egy startup, csak azt, hogy működésében startup szerű igyekszik lenni.

## A startup-ok mérete
Egy vállalkozás méretét az induláskori tőke, a később bevont vagy tulajdonosok által betett tőke, a munkavállalók száma, illetve az üzemi tevékenység után befolyt bevételből keletkező nyereség határozza meg. Ez a csoportosítás országonként lehet nagyon eltérő és meghatároz adózási, támogatási és pályázati részvételi lehetőségeket.
Magyarországon a 2004. évi XXXIV. törvény szabályozza a cégek létszáma és forgalma vagy mérlegfőösszege által a cégek besorolását. A jogszabályból készített táblázatból jól látszik, hogy a KKV (= Kis és Közép Vállalkozás) méretei már komoly vállalkozásokat feltételeznek. Egy kisvállalkozás létszáma 10-50 fő között van ÉS a nettó árbevétele 2M-10M EUR között, VAGY a mérlegfőösszege 2-10M EUR közötti. A törvény a KKV alsó kategóriáján belül megkülönbözteti a mikrovállalkozásokat is, a kisvállalkozás határértékei alatti méretben, a felső határérték felett pedig nagyvállalatnak hívjuk a vállalkozást.
Lehet-e egy startup KKV?
Igen, lehet. Például, egy olyan cég, ami kutatás-fejlesztéssel foglalkozik, tehát még a kezdeti fázisban van, a piaca feltételezett, nem teljesen ismert, ahogy az üzemelési folyamatok sem, ott elképzelhető, hogy a befektetések eredménye egy olyan magas mérlegfőösszeg (gépek, eszközök, know-how, bankszámla stb.), ami a fenti értékhatárba esik. A másik oldalon is elképzelhető, hogy a két feltétel egyszerre teljesül, tehát létszám és nettó árbevétel. Olyan cég sok van, ami a kezdeti tőkéből alkalmaz 10-100-500 alkalmazottat (például fejlesztőt), de olyan cég jellemzően kevesebb (becslés), aminek van már 2M-10M EUR nettó árbevétele (feltételezi a lezárt évet is, tehát legalább második évében jár, vagy az értékeket a jogszabály szerint a teljes évre vetítve nézi), és még mindig startup életszakaszban lenne.
Jellemző a befektetői és média zsargonra, hogy kezdeti startup cégeket "startup"-nak hívnak teljes életük alatt, mert a kezdeti befektetéskor még startup-ok voltak, és a nemzetközi növekedés után olyan értéket értek el, amitől az jól kommunikálható. Ezek a vállalkozások már évek óta stabil nyereséget termelnek, magas személyi- és eszköz-állományuk van, tehát cégüzemtani szempontból nem tekinthetőek startup cégnek.
Unikornis, Dekakornis, Szuper-unikornis / Hektokornis (Unicorn, Dekacorn, Super-Unicorn / Hectocorn)
Egy másik vállalkozás méret megközelítés a cég piaci értéke alapján történik. Ha egy magán kézben lévő vállalkozás (tehát nincs fent a tőzsdén részvényekkel) értéke eléri az 1 Mrd USD-t, akkor Unikornisnak nevezik, ha 10 Mrd+ USD-t, akkor Dekakornisnak, és 100 Mrd USD felett Szuper-unikornisnak vagy Hektokornisnak (a FaceBook volt az első). Az elnevezés a Cowboy Ventures egyik partnerétől Aileen Lee-től származik. Egy startup akkor lesz Unikornis, ha egy jelentős befektetést kap alacsony tulajdonrészért cserében. Például: 100M USD kockázati tőke befektetés 10% vagy az alatti tulajdonrészért cserében a cég értékét 100/0,1 = 1.000 M USD-re emeli. Ez az értékelési mód kétélű fegyver, jelentősen tartalmazza a cégbe vetett hit értékét. Jó negatív példa a 9Mrd USD-ra értékelt Theranos. Ezt egy 400M USD értékű K+F kockázati tőkebefektetés eredményezte, aztán a cég csalás miatt csődbe ment, mivel nem volt sem terméke, sem forgalma. A médiában szokták csoportosítani a korábbi startup cégeket is ezzel a logikával, noha egy ekkora befektetést vonzó cég jellemzően már akár több ezer alkalmazottal és akár több milliós stabil fogyasztóval rendelkezik, tehát nem hívható startup cégnek. Ez alól is vannak jelentős kivételek, például a Grab, ami 14 Mrd USD értékelést kapott a legutolsó, 2 Mrd USD befektetése után  2017-ben (majd még 856M USD-t 2019-ben), és 2019-ben is még azt nyilatkozták, hogy "majd ha a cég nyereséges lesz, akkor tőzsdére is vezethetjük majd". Ilyen értelemben a Grab egy startup cég, mivel keresi a külső forrás nélküli működéshez vezető utat, bár méretben semmiképpen sem az.
A szócikkely további része jellemzően a befektetési szempontból nagyon leszűkített másodlagos startup értelmezésre vonatkozik csak, és a nemzeti jogszabály még ezt is jelentősen leszűkíti például regisztrált tevékenységi kör alapján, tehát nem a közgazdasági értelmezést jellemzi:

## A startup fogalmi meghatározásának szempontjai (tőkebefektetési célú)
A startup kifejezés a nemzetközi gazdaságpolitikában "innovatív induló/mikrovállalkozásként" szerepel.

### Magyar jogi környezet
A startup egyik értelmezése a magyar jogszabályok szóhasználatában: korai fázisú vállalkozás. Ez egy adózási támogatási és befektetést segítő szűkítése a startup fogalmának, ami a kutatás-fejlesztési állami és európai uniós források elosztásánál egy kizáró feltétel rendszer. Kizárólag újonnan alapított (3 év alatti), nagy növekedési potenciállal rendelkező induló vállalkozásokat jelenti, amelyek többsége termék- vagy üzleti modell innovációjával foglalkozik, és amibe tőkealap még nem fektetett be. Ezek a cégek a nemzetközi piacokon való jelenlétet tűzték ki célul, tehát nem kizárólag a helyi piacra koncentrálnak. A magas növekedési potenciál alapvetően a nemzetközi piacokon értendő a startup vállalkozások esetén, így a nemzetközi skálázhatóság különösen fontos eleme a meghatározásnak. Ez meghatározza a magyarországon működő kockázati tőkealapok és más forráskezelők mozgásterét is a vonatkozó források tekintetében.
A startup fogalmi meghatározásának alapja − a nemzetközi gyakorlata szerint − 6 alapvető, módszertani paradigmára épül:

### 1. módszertani paradigma: innovatív képesség
Ez alapján a sarki fűszeres vagy kereskedelmi cég nem minősíthető startupnak. Amennyiben azonban a sarki fűszeres elkezd online platformot létrehozni a zöldségek értékesítésére, vagy a kereskedő cég egyedi bónuszrendszert alakít ki, amely lehetővé teszi online aukciók lefolytatását, akkor már startupnak minősülnek, mert innoválnak.

### 2. módszertani paradigma: naggyá válási képesség
Lényege, hogy az induló mikrovállalkozás akár 3-5 év alatt komoly piaci sikereket érjen el. Ez Paul Graham, Szilícium völgyi startup guru legendás mondása.

### 3. módszertani paradigma: nemzetközi piacképesség
Egy startup már az alapításkor arra törekszik, hogy nemzetközileg értékesítse termékét és szolgáltatását.

### 4. módszertani paradigma: Olyan egyedi cégépítési módszerek használata, amelyek révén a gyors növekedés megvalósítható
Ezek közé tartozik például az ún. Blue Ocean Strategy és a Lean módszertan. Előbbi lényege, hogy a startup termékével olyan egyedi piacot választ, ahol azonnal piacvezetővé tud válni, mert technológiája vagy  üzleti modellje különleges. Utóbbi lényege a rövid üzleti iterációkban (fokozatos közelítés, egy adott eljárásnak egyre pontosabb értéket adó többszöri megismétlése) történő fejlődés, amely feltételezi, hogy az egyes fejlődési iterációk azonnali piaci visszacsatolást kapnak és a lépésekben történő fejlődés eleve ezen felhasználói, vagy vásárlói visszacsatolások mentén történik.

### 5. paradigma: közösségi jelleg
A startup fejlődése során mindig a startup közösségből, vagy a startup világban ún. ökoszisztémának hívott piaci értékláncból fejlődik. Ezt olyan módon teszi, hogy tudását, tapasztalatait megosztja a közösség egyéb szereplőivel. Az ökoszisztéma főbb tudásmegosztó halmazai a következőek: közösségi események, konferenciák, közösségi irodaterek (coworking), inkubátor és akcelerátor programok, blogok és közösségi médiumok, kockázati tőkepiaci szereplők (pl. üzleti angyalok, tőkealapok) (forrás: http://prezi.com/nn0exukxudkc/startup-map-2012/, Magyar Startup Térkép 2012, készítette Startup Underground)
A startup paradigma meghatározása kapcsán fontos piaci szempont, hogy a startup-ok tipikusan kockázati tőkeprogramok segítségével végzik üzletfejlesztésüket. Ez minden esetben extra profit termelésének képességét feltételezi, azonban ennek megszerzése nem minden esetben piaci árbevételből történhet, hanem akár tőzsdei kibocsátás (IPO) révén elért exponenciális cégérték növekedés révén (lásd Twitter, Facebook) (forrás: Miskolczy Csaba, Startup Underground).

## Tájékoztatók startupoknak
Kifejezetten startupoknak az iparjogvédelmi és egyéb kérdésekben való tájékozódását több kiadvány is segíti, pl. ez.

## Nemzetközi startup történelem és központok
A világ nemzetközi startup központja és "bölcsője" az Egyesült Államokbeli Szilícium Völgyben van. Itt az 1960-as évek óta zajlik innováció, amely egyedi startup jellegét a 90-es években nyerte el. A startup-okat megelőző szakaszban a Szilcium völgyi innovációs háttér jobbára a hadiipari technológiai megrendelésekre épült. A startup fejlődés első igazi hulláma a "Dotcom Lufinak" nevezett és főleg internetes cégekre épülő piaci konjunktúrális időszak volt, majd második hulláma a 2005-s években indult meg. 2005-től jöttek létre az első tipikus inkubátor cégek a Szilícium völgyben (pl. Y-Combinator és TechStars), amelyek elindították a főbb módszertani tudást. A Szilícium völgyben fejlődött ki legelőször a startup világ működését meghatározó ökoszisztéma, amely fő hajtóereje a pár év alatt globális sikert felmutató cégek mintája (tipikus startup világsikerek például: Google, Facebook, Groupon, Twitter). Ezek a cégek minden esetben kockázati tőke segítségével jöttek létre.
A kockázati tőkeipar a 2000-es évek elejétől kezdett el innovatív mikrovállalkozásokba fektetni és erre több szinten skálázott befektetési modell jött létre. Ennek induló szintje az ötletfázistól a cég alapításig tartó szint, amelyet "pre-seed" és "seed" fázisnak neveznek. Ez tipikusan 100-150 ezer dolláros befektetési szintet jelent. Ezt követi a "Series A", "Series B" stb. szakasz, amelyben már akár több millió dollárt is kaphat a potens startup.
- Főbb startup központok a világban (fontossági és fejlettségi sorrendben): San Francisco/Palo Alto (Silicon Valley), New York (Silicon Alley), London, Tel-Aviv, Berlin
- Legsikeresebb startup program: YCombinator, 500Startups
- Sikeres startup városok: San Francisco, Tel Aviv, Boston, Los Angeles, New York, London, Berlin, Párizs
- Kelet Európában a legerősebb startup ökoszisztéma: Észtországban, Lengyelország, Magyarország
- Legfontosabb startup médiumok: Techcrunch, Mashable, VentureBeat, TNW
- Leghíresebb befektető cégek: Sequioa, Accel Partners, Andresseen Horowitz, Upfront Ventures, First Round Capital[forrás?]

## A startupok története Magyarországon

### 1. szakasz: 2008. március – 2015. június

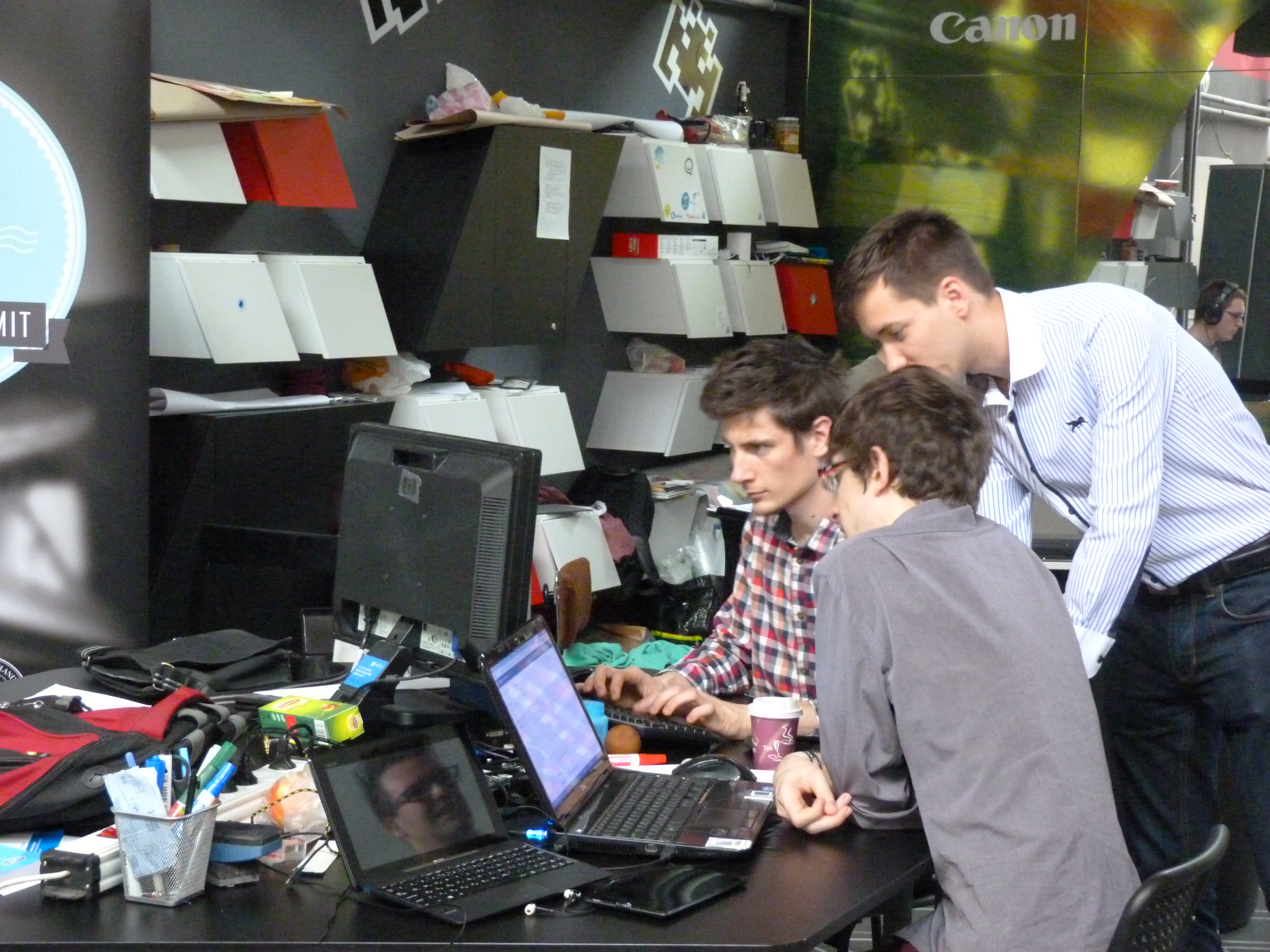
Mistory fejlesztő csoport

Magyarországon az első startup verseny 2008-ban a Startup Underground (rövidítve SUU) volt, amelyet Berényi Konrád és Miskolczy Csaba alapított. A SUU 25 önkéntes felajánlásából jött létre és évente megrendezésre kerül, alapját egy startup verseny adja, ahol 8 percben startup-ok prezentálnak befektetői zsűri előtt.
2008 decemberében az akkoriban az IDG Lapkiadónál dolgozó Turcsán Tamás Péter próbált meg Demo '08 néven egy amerikai mintára szervezett konferenciát próbált Magyarországon meghonosítani.
Az első vállalkozástani oktatást Záboji Péter hozta létre, aki 2009-ben kezdte el Magyarországon a European Entrepreneurship Foundation tevékenységét. Ez elsősorban közösségi események szervezését jelentette (pl. First Monday, e-breakfast). Az első igazi nemzetközi startup verseny 2012-ben volt, amikor Záboji Péter szervezésében a világhíres Seedcamp első (és azóta utolsó) startupversenyét megtartották Budapesten. 2012-ben tartotta első startupversenyét a Szilícium Völgy egyik magánegyeteme, a Singularity University Budapesten. 2011-ben indult el az 'InsiderBlog', amely a legfontosabb startup híreket közvetíti és iparági elemzéseket ad. Az első inkubációs programok is 2011-ben indultak a Colabs startup központ vezetésével (alapítók: Nagy Péter, Borbély Gábor, Bakó Zsolt) és a Valley Connect szervezésében (alapítók: Weiszbart Zsolt és Miskolczy Csaba).
2009-ben indult el az Európai Unió támogatásával a Jeremie tőkeprogram, amely célja innovatív vállalkozások tőketámogatása. Ez igazi lökést adott a startup világ fejlődésének és regionális szinten is jelentős sikert jelent. (Magyarországon kívül még Bulgáriában indulhatott hasonló tőkeprogram.) A Jeremie tőkeprogram sikere folytán 4 szakaszban indult el csaknem 28 tőketársaság, amelyek többsége a startup piac fejlődésére épít. A Jeremie tőkeprogram és az alulról jövő közösségi kezdeményezések révén 2012-re hazánkban a startup szféra sikeres és divatos gazdaságélénkítési programmá vált. A 2012-es ökoszisztéma állapotát a Startup Map 2012 tartalmazza, amelyet a közösség hozott létre. 2013-ban indult, a magyar startup vállalkozásoknak irányt mutató és számos tanácsot adó blog, a StartupDate. Dr. Kádas Péter sorozatvállalkozó, a később megalakult Traction Tribe akcelerátor vezetője alapította azzal a céllal, hogy a magyar vállalkozói réteg megismerje az amerikai sztenderdeket.
Szintén 2013-ban győzte meg Árvai Péter Prezi társalapító-CEO a Magyarországról indult legsikeresebb startupcégek vezetőit, egy olyan fórum szükségességéről, amely az értékalapú üzleti kultúra fejlesztését helyezte a szerveződés célkeresztjébe annak érdekében, hogy minél több érték-vezérelt vállalkozás működhessen Magyarországon, és érjen el világraszóló eredményeket. Így hozta létre a LogMeIn, a Prezi, valamint a Ustream a Bridge Budapest nonprofit egyesületet, amelynek elnöke Árvai Péter lett. A vállalkozni vágyó fiataloknak inspirációt és tudást nyújtó, évente 5 millió embert elérő szervezet azóta olyan kezdeményezéseket indított el, mint a Vállalható Vállalkozás vagy az Edison Platform.
2013-ban az állami döntéshozók is fontosnak érezték e területnek a támogatását és meghirdették az első, állami startup inkubációs programot, a Gazella pályázatot. Ennek révén 2,1 milliárdos támogatással 4 inkubátor indulhatott volna el. Továbbá a Nemzetgazdasági Minisztérium (NGM) - a startup piac szereplőiből - éltre hívta a "Budapest HUB" munkacsoportot, amelynek célja Budapest startup központtá fejlesztése 2020-ra. A Gazella pályázat 2014. év végéig nem indult el, a nyertes pályázókkal nem írtak alá szerződést. A "Budapest HUB" kezdeményezés 2014-től folytatás nélkül maradt annak ellenére, hogy számos részt vevő startup egyesület alapítását tervezte az eszmeiség folytatásául.
2013-ban négy új magvető tőkealap indult a Jeremie európai uniós program keretében. A magvető alapok befektetésenként 150 ezer eurós finanszírozást biztosíthatnának ötlet stádiumban lévő startup-oknak. A piac várta, hogy a magvető program stimulálja majd a hazai startup-ok fejlődését, azonban a piaci fejlődés elmaradt. A befektetést igénylő startup-ok sokszor a nemzetközi gyakorlatnak ellentmondó invesztíciós szisztémákkal szembesültek. (Például a befektető "elviszi" a cégük többségét.)  Így 2014-re a hazai startup-ok továbbra is tőkehiányosak maradtak.
2013-ban indult el hazánkban a Climate-KIC Accelerációs programja, amely az európai modell és hálózat részeként klímainnovációs startup-okat támogat. A programot Miskolczy Csaba vezeti. 2013-tól az államilag támogatott Design Terminal számos közösségi, startup esemény helyszínéül szolgál és az egyik központi hellyé növi ki magát. A Nemzeti Innovációs Hivatal (NIH) számos startup programot indít és konferenciát szervez. 2014. évre a startup fejlődés fő irányát mégis inkább a privát közösségi események (pl. Hackaton) adják. Ezek egyik fő szervezője Turcsán Tamás Péter, aki a hazai startup közösség meghatározó közösségi arca és szószólója lesz. A Hackathonok számos új startupot indítottak el a siker útján. A legsikeresebbek a 5L, a TEP, az AtmosPlay, a Unibreeze nemzetközi piacokig is eljutottak, de megfelelő inkubáció és akceleráció hiányában az 5L és az AtmosPlay kivételével végül nagyobb eredmény nélkül feloszlottak. 2013-ban változtatni vágyó startup gurukból,  vállalkozókból és tenni vágyókból jött létre az önkéntesen a Budapest Launhcpad Egyesület, amely startupok oktatási és érdekképviseleti céljait tűzte ki zászlajára (Kezdeti tagok: Dehelán Gábor, Müller Tamás, Káli György, Turcsán Tamás Péter, Nagy Péter, Schleer Tamás, Kassai Karola, Szabó Kristóf Dominik, Szabó Dávid, Varga Tamás, Gombos Márton ).
Az európai uniós források jobbára a KKV szegmenst támogatják, a startup-ok számára szűkös a támogatási forrás, az állami inkubátor program (Gazella) nem indult el. A startup fejlődés 2014-re lelassul, annak ellenére, hogy nemzetközileg továbbra divatos a startup világ fejlesztése.
2014-ben Müller Tamás alapításával indult el, és Budapesten zajlott le a az első közép-kelet-európai női startup verseny (amelyből későbbi Women Startup Competition Europe évente ismétlődő eseménysorozat vált).
Ebben az évben rendezte meg a Budapest Launchpad Egyesület az első "EU Startup Rendez.vous!" eseményét a SZIGET zenei és kulturális fesztiválon.
2015-ben a startup-világ aktivitása csökkent: míg 2012-2013-ban akár hetente start-up versenyek követték egymást, addig 2015-ben lényegében egyetlen neves közösségi verseny sem volt. A korábban a kormányzat által bejelentett startup programok nem valósultak meg (pl. Gazella) és a startup-ok ügyével foglalkozó Nemzeti Innovációs Hivatal (NIH) is megszűnt, pontosabban Nemzeti Kutatási, Fejlesztési és Innovációs Hivatal (NKFIH) néven új hivatal jött létre. Utóbbi intézmény elsősorban az innovációs, valamint a kutatás fejlesztési célokat kívánja fejleszteni, a startup világgal kevésbé foglalkozik. Az NKFIH-t Pálinkás József vezeti, aki korábban a Magyar Tudományos Akadémia elnöke is volt. Az új hivatalban a régi NIH-ből csupán az egykori elnök, Spaller Endre maradt meg, a korábbi vezetők és sikertelen Gazella program kitalálói az egyetemi szférába távoztak. 2015 nyarán meghalt Záboji Péter, aki a hazai startup közösség fő motorja és ösztönzője volt. Ezzel lezárul a startup fejlődés első hazai szakasza.

### 2. szakasz: 2015. július
2015  - csaknem egyéves szünet után - új startup versenyek és közösségi programok indulnak, immár új piaci szereplőkkel. Ezt az InsiderBlog "New Age"-nek nevezi és cikksorozatot jelentett meg az új szereplőkről: a "Get in the Ring" nemzetközi versenyt szervező Enterprise Hungary az egyik új szereplő, illetve elindul a NKFIH által támogatott Startup Campus program, egyelőre kísérleti jelleggel és két egyetemi helyszínen: Budapesten és Debrecenben. A régi szereplők közül a Design Terminal megmarad és elindítja széles körű inkubációs programját. Turcsán Tamás Péter folytatja a Hackaton-in-the-box eseményeit. Augusztusban második alkalommal kerül megrendezésre Budapest Launchpad Egyesület az által a Sziget fesztiválon az "EU Startup Rendez.vous!" eseménye.  A második alkalommal szervezi meg Müller Tamás a közép-kelet-európai Női Startup Versenyt, Budapestre hozva a legjobb régiós női startup vállalkozásokat. Miskolczy Csaba a Startup Campus egyik ötletgazdája, majd inkubátora lesz. Pálinkás József, NKFIH elnöke új startup programot jelent be, amely év végén indulhat és 6,5 milliárdos, pályázati támogatást irányoz elő regionális inkubátorok indulására és működésére. Az EU forrású pályázat mellett a Gazella program végleg sikertlenségbe fullad: 2015. év végén 16 startup vár befektetésre a programból, de év végéig nem kapják meg a támogatást. Évvégén lejár a program, a pénzük valószínűleg bennragad. A 2014-2020 támogatási időszakban nem hirdetnek meg új Jeremie Programot, helyette az innovációs támogatások lehetnek alkalmasak a startup fejlesztésre.[forrás?]
- A legsikeresebb magyar startupok: Prezi.com - LogMeIn - Ustream - NNG [forrás?]
- Meghatározó startup személyiségek (történetileg és abc-sorrendben): Anka Márton (LogMeIn), Árvai Péter (Prezi.com), Bakó Zsolt (Colabs), Borbély Gábor (Colabs), Fehér Gyula (Ustream), Halacsy Péter (Prezi.com), Hild Imre (Global Platforms, iCatapult), Miskolczy Csaba (SUU és InsiderBlog), Dr. Kádas Péter (Startupdate, Traction Tribe), Somlai Fischer Ádám (Prezi.com), Turcsán Tamás Péter (Hackathon-in-the Box, The Connect East Incubator), Valner Szabolcs (Digital Factory), Záboji Péter (EEF)[forrás?]
- Legfontosabb startup médiumok: Startupdate, Startupcafé, DigitalHungary, Insiderblog, The Pitch, Startupper.hu[24]
- Leghíresebb magyar kockázati tőketársaságok: Portfolion, OTP DayOne, DBH Investment, Primus Capital, Central Fund, Bonitás, Euroventures, 3TS Capital

### Kormányrendelet 2017-ben
A 331/2017. (XI. 9.) Korm. rendelet rendelkezik A korai fázisú vállalkozások és a korai fázisú vállalkozásokat támogató vállalkozások nyilvántartásba vétel iránti eljárásának részletes szabályairól.
A Kormány  - a társasági adóról és az osztalékadóról szóló 1996. évi LXXXI. törvény 30. § (12) bekezdésében kapott felhatalmazás
alapján, az Alaptörvény 15. cikk (1) bekezdésében meghatározott feladatkörében eljárva - elrendelte A korai fázisú vállalkozásokról és a korai fázisú vállalkozásokat támogató vállalkozásokról hatósági nyilvántartás vezetését.
A nyilvántartást  a Szellemi Tulajdon Nemzeti Hivatala vezeti.
1. § (1) A  Szellemi Tulajdon Nemzeti Hivatala (a továbbiakban: Hivatal) a  korai fázisú vállalkozásokról és a  korai fázisú vállalkozásokat támogató vállalkozásokról hatósági nyilvántartást (a továbbiakban: nyilvántartás) vezet.

#### A nyilvántartás tartalmazza
- a) a nyilvántartási számot, a nyilvántartásba vétel dátumát,
- b) a kérelmező nevét, székhelyét, cégjegyzékszámát és adószámát,
- c) a  korai fázisú vállalkozásként vagy korai fázisú vállalkozásokat támogató vállalkozásként történt nyilvántartásba vétel tényét, valamint
- d) az 1. melléklet szerinti nyilatkozat benyújtásának tényét.[27]

#### Korai fázisú vállalkozásként az a jogi személy kérheti a nyilvántartásba vételét
- a) amelyet a  nyilvántartásba vétel iránti kérelem benyújtásának napját megelőző három naptári éven belül alapítottak,
- b) amelynek a  nyilvántartásba vétel iránti kérelem benyújtását megelőző üzleti év éves beszámolója szerinti éves nettó árbevétele nem haladja meg a 100 millió forintot,
- c) amely vállalkozásnál a nyilvántartásba vétel iránti kérelem benyújtását megelőző üzleti év éves beszámolója szerint a  korai fázisú vállalkozásnál, a  társasági adóról és az  osztalékadóról szóló 1996. évi LXXXI. törvény (Tao. tv.) 4. § 16/a. pontja szerinti foglalkoztatottak átlagos állományi létszáma legalább két, legfeljebb 20 fő,
- d) amely vállalkozás esetében a kollektív befektetési formákról és kezelőikről, valamint egyes pénzügyi tárgyú törvények módosításáról szóló 2014. évi XVI. törvény szerinti kockázati tőkealap-kezelő befektetést nem eszközölt,
- e) amely nem rendelkezik részesedéssel (üzletrésszel) más gazdasági társaságban,
- f) amelynek a tevékenysége a tudományos kutatásról, fejlesztésről és innovációról szóló 2014. évi LXXVI. törvény 3. § 6. pontja szerinti innováció feltételeinek megfelel, valamint
- g) amelynek a nyilvántartásba vétel iránti kérelem benyújtásakor nincs állami vagy önkormányzati adóhatóságnál nyilvántartott, végrehajtható adótartozása.[28]

#### Korai fázisú vállalkozásokat támogató vállalkozásként az a jogi személy kérheti a nyilvántartásba vételét
- a) amelynek a  nyilvántartásba vétel iránti kérelem benyújtásakor nincs állami vagy önkormányzati adóhatóságnál nyilvántartott, végrehajtható adótartozása,
- b) amely a  nyilvántartásba vétel iránti kérelemben megjelöli, hogy milyen gazdasági ágazatba szándékozik befektetni, továbbá nem szándékozik befektetni olyan korai fázisú vállalkozásba, amely a  6.  § (2)  bekezdésében felsorolt ágazatokban végez tevékenységet és a  6.  § (3)  bekezdésében felsorolt ágazatokban végez főtevékenységeként tevékenységet, illetve az  ott felsorolt tevékenységeket főtevékenységeként látja el, valamint
- c) amely olyan korai fázisú vállalkozásban szerzett részesedést, amelynek a szerzést megelőző három adóéven

belül sem a korai fázisú vállalkozásokat támogató vállalkozás, sem a jogelődje vagy a vállalkozó (jogelődje)
kapcsolt vállalkozása nem volt tagja (részvényese, üzletrész-tulajdonosa).

## Korábbi sikeressé vált magyar startupok listája
| Név      | Termék, szolgáltatás          | Alapítás éve | Alapítók, kulcsemberek                                                  | Székhely                            | Alkalmazottak száma | Felhasználók száma | Árbevétel              |
| -------- | ----------------------------- | ------------ | ----------------------------------------------------------------------- | ----------------------------------- | ------------------- | ------------------ | ---------------------- |
| LogMeIn  | távelérési szolgáltatás       | 2003         | Anka Márton                                                             | Amerikai Egyesült Államok, Boston   | 575 (2012)          |                    | 140 millió USD (2012)  |
| Ustream  | videostreaming                | 2007         | John Ham, Brad Hunstable, Fehér Gyula                                   |                                     |                     | 40 000 000+ (2014) |                        |
| Prezi    | prezentációkészítő            | 2008         | Árvai Péter, Somlai-Fischer Szabolcs, Halácsy Péter                     | Budapest                            |                     | 50 000 000+ (2015) |                        |
| Kaméleon | livestreaming                 | 2010         | Venczel Kalman, Jay-Kumar Patel, M. Zhang, Vladimir Leonov, Tom Soproni | Amerikai Egyesült Államok, New York | - (2014)            | 45.000+ (2016)     | ~1.2 millió USD (2016) |
| Tresorit | biztonságos felhőszolgáltatás | 2011         | Lám István, Szebeni Szilveszter, Szilágyi György                        | Magyarország, Svájc (leányvállalat) | 40 (2014)           |                    |                        |

### Közösségi események
- Startup Underground (SUU)
- EEF
- Hackathon-in-a-box Archiválva 2021. február 25-i dátummal a Wayback Machine-ben

### Inkubátorok
- Y-Combinator
- www.techstars.com
- Colabs
- Traction Tribe